# 3
Aquesta pàgina és per a l'any. Per al nombre, vegeu nombre tres.
L'any 3 va ser un any del calendari romà prejulià. En aquell temps, era conegut com a any del consolat de Làmia i Gemin (o, més rarament, any 756 ab urbe condita o de la fundació de la ciutat). L'ús del nom «3» per referir-se a aquest any es remunta a l'alta edat mitjana, quan el sistema Anno Domini va ser el mètode de numeració dels anys més comú a Europa.

## Esdeveniments

### Antiga Roma
- Luci Eli Làmia i Marc Servili Gemin són elegits cònsols a Roma.[2]
- Es renova per deu anys l'imperium d'August.[3]

### Germània
- Marobod, rei dels marcomans, unifica les tribus sueves.[4]

### Armènia
- Gai Agripa, net d'August, és a Armènia per ordre de l'emperador i troba al rei part Fraates V a la vora de l'Eufrates. Els dos homes es posen d'acord per retornar Armènia a la influència romana. August decideix de donar el tron d'Armènia a Ariobarzanes.[5]

## Naixements
- Ban Biao, historiador xinès.[6]
- Tiberi Claudi Balbili, astròleg i erudit egipci.[7]